# Mellicta imitatrix
Mellicta imitatrix är en fjärilsart som beskrevs av Ruggero Verity 1932. Mellicta imitatrix ingår i släktet Mellicta och familjen praktfjärilar. Inga underarter finns listade i Catalogue of Life.